# 罗德里戈·阿里亚斯·桑切斯

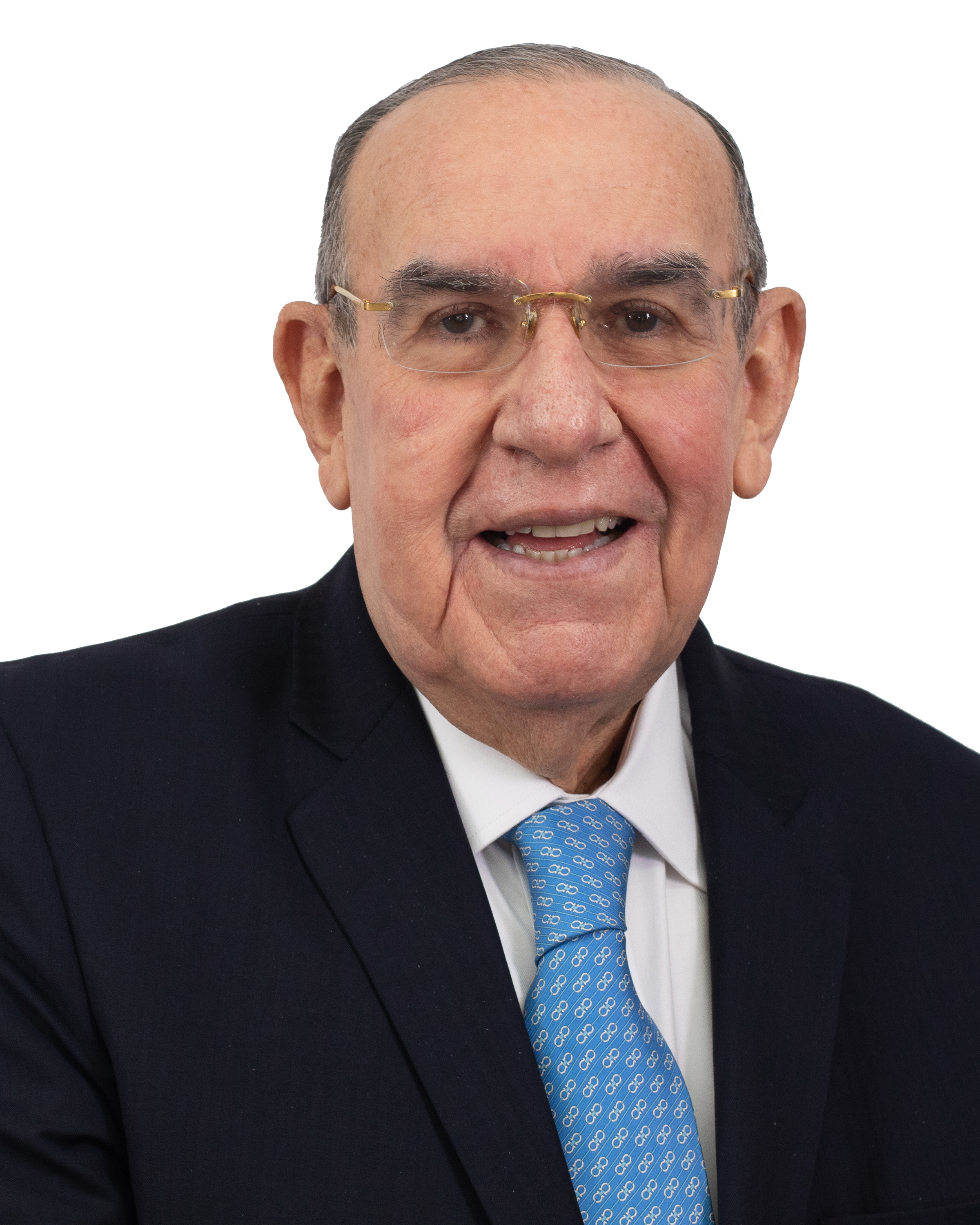
2022年的罗德里戈·阿里亚斯·桑切斯

罗德里戈·赫拉尔多·德·赫苏斯·阿里亚斯·桑切斯（西班牙語：Rodrigo Gerardo de Jesús Arias Sánchez；1946年7月26日—）是哥斯达黎加的一个律师和政治家。2022年5月1日至今，担任立法大会主席。他曾在其兄长奥斯卡·阿里亚斯领导的两届政府中（1986年—1990年，2006年—2010年）担任总统府事务部长。